# Großer Preis von Brasilien 1991
Der Große Preis von Brasilien 1991 (offiziell Grande Prêmio do Brasil) fand am 24. März auf dem Autódromo José Carlos Pace in São Paulo statt und war das zweite Rennen der Formel-1-Weltmeisterschaft 1991.

## Berichte

### Hintergrund
Ohne Veränderungen im Teilnehmerfeld im Vergleich zum Saisonauftakt in Phoenix trat die Formel 1 zum zweiten WM-Lauf des Jahres in Brasilien an.
Mit Alain Prost (sechsmal), Nelson Piquet (zweimal) und Nigel Mansell (einmal) traten drei ehemalige Sieger zu diesem Grand Prix an. Prost gewann dabei fünf seiner sechs Rennen, als der Große Preis von Brasilien in Rio de Janeiro auf dem Jacarepaguá ausgetragen wurde. Auch Piquet und Mansell gewannen ihre bzw. ihr Rennen dort.

### Training
Ayrton Senna sicherte sich bei seinem Heimrennen die Pole-Position vor den beiden Williams-Piloten Riccardo Patrese und Mansell sowie seinem Teamkollegen Gerhard Berger. Das Ferrari-Duo Jean Alesi und Prost teilte sich die dritte Startreihe vor Piquet und Maurício Gugelmin, die beide ebenso wie Senna ihr Heimrennen bestritten.

### Rennen
Während Senna in Führung ging, konnte sich Berger aufgrund eines Brandes am Heck seines Wagens nicht gegen Mansell, Patrese und Alesi verteidigen. Das Feuer erlosch jedoch rasch, sodass er das Rennen fortan unbeeinflusst bestreiten konnte.
Nachdem er mehrere Runden lang nicht an Piquet vorbeiziehen konnte, hoffte Prost nach einem frühen Boxenstopp mit frischen Reifen einen Vorteil zu haben. Er fiel durch den Stopp zunächst auf den elften Rang zurück. Piquet gelangte in Runde 29 bis auf den dritten Rang nach vorn. Berger und Prost konnten ihn jedoch vor dem 45. Umlauf überholen.
In der 50. Runde musste Mansell seine Boxencrew aufgrund eines Reifenschadens erneut aufsuchen. Mit einem Rückstand von rund einer halben Minute auf den Führenden Senna kehrte er als nach wie vor Zweitplatzierter auf die Strecke zurück. Seine Aufholjagd wurde durch einen Getriebeschaden in Runde 59 beendet. Da auch Senna Anzeichen für einen bevorstehenden Getriebeschaden an seinem Wagen bemerkte, entschloss er sich sicherheitshalber, während der letzten sieben Runden keine Gangwechsel mehr durchzuführen und das Rennen im sechsten Gang zu Ende zu fahren. Die ihm nachfolgenden Konkurrenten Patrese und Berger konnten dadurch aufschließen. Da allerdings auch sie mit technischen Problemen zu kämpfen hatten, ergab sich keine Überholmöglichkeit.
Kurz vor dem Ende des Rennens begann es zu regnen. Senna, Patrese, Berger, Prost, Piquet und Alesi erreichten das Ziel innerhalb von 24 Sekunden. Wie anstrengend insbesondere die letzten Runden bei Regen ohne die Möglichkeit eines Gangwechsels für Senna waren, zeigte sich darin, dass Teammitglieder ihm beim Aussteigen aus seinem Wagen behilflich sein mussten.
Für Senna war dies der erste von zwei Siegen vor heimischem Publikum.

## Meldeliste
| Team                              | Nr. | Fahrer             | Chassis            | Motor                    | Reifen |
| --------------------------------- | --- | ------------------ | ------------------ | ------------------------ | ------ |
| Honda Marlboro McLaren            | 01  | Ayrton Senna       | McLaren MP4/6      | Honda RA121E 3.5 V12     | G      |
| Honda Marlboro McLaren            | 02  | Gerhard Berger     | McLaren MP4/6      | Honda RA121E 3.5 V12     | G      |
| Braun Tyrrell Honda               | 03  | Satoru Nakajima    | Tyrrell 020        | Honda RA101E 3.5 V10     | P      |
| Braun Tyrrell Honda               | 04  | Stefano Modena     | Tyrrell 020        | Honda RA101E 3.5 V10     | P      |
| Canon Williams Team               | 05  | Nigel Mansell      | Williams FW14      | Renault RS3 3.5 V10      | G      |
| Canon Williams Team               | 06  | Riccardo Patrese   | Williams FW14      | Renault RS3 3.5 V10      | G      |
| Motor Racing Developments         | 07  | Martin Brundle     | Brabham BT59Y      | Yamaha OX99 3.5 V12      | P      |
| Motor Racing Developments         | 08  | Mark Blundell      | Brabham BT59Y      | Yamaha OX99 3.5 V12      | P      |
| Footwork Grand Prix International | 09  | Michele Alboreto   | Arrows A11C        | Porsche 3512 3.5 V12     | G      |
| Footwork Grand Prix International | 10  | Alex Caffi         | Arrows A11C        | Porsche 3512 3.5 V12     | G      |
| Team Lotus                        | 11  | Mika Häkkinen      | Lotus 102B         | Judd EV 3.5 V8           | G      |
| Team Lotus                        | 12  | Julian Bailey      | Lotus 102B         | Judd EV 3.5 V8           | G      |
| Fondmetal                         | 14  | Olivier Grouillard | Fondmetal FA1M-E   | Ford Cosworth DFR 3.5 V8 | G      |
| Leyton House Racing               | 15  | Maurício Gugelmin  | Leyton House CG911 | Ilmor 2175A 3.5 V10      | G      |
| Leyton House Racing               | 16  | Ivan Capelli       | Leyton House CG911 | Ilmor 2175A 3.5 V10      | G      |
| AGS Racing                        | 17  | Gabriele Tarquini  | AGS JH25B          | Ford Cosworth DFR 3.5 V8 | G      |
| AGS Racing                        | 18  | Stefan Johansson   | AGS JH25B          | Ford Cosworth DFR 3.5 V8 | G      |
| Camel Benetton Ford               | 19  | Roberto Moreno     | Benetton B190B     | Ford Cosworth HB5 3.5 V8 | P      |
| Camel Benetton Ford               | 20  | Nelson Piquet      | Benetton B190B     | Ford Cosworth HB5 3.5 V8 | P      |
| BMS Scuderia Italia               | 21  | Emanuele Pirro     | Dallara 191        | Judd GV 3.5 V10          | P      |
| BMS Scuderia Italia               | 22  | JJ Lehto           | Dallara 191        | Judd GV 3.5 V10          | P      |
| Minardi Team                      | 23  | Pierluigi Martini  | Minardi M191       | Ferrari 037 3.5 V12      | G      |
| Minardi Team                      | 24  | Gianni Morbidelli  | Minardi M191       | Ferrari 037 3.5 V12      | G      |
| Ligier Gitanes                    | 25  | Thierry Boutsen    | Ligier JS35        | Lamborghini 3512 3.5 V12 | G      |
| Ligier Gitanes                    | 26  | Érik Comas         | Ligier JS35        | Lamborghini 3512 3.5 V12 | G      |
| Scuderia Ferrari SpA              | 27  | Alain Prost        | Ferrari 642        | Ferrari 037 3.5 V12      | G      |
| Scuderia Ferrari SpA              | 28  | Jean Alesi         | Ferrari 642        | Ferrari 037 3.5 V12      | G      |
| Larrousse F1                      | 29  | Éric Bernard       | Lola LC91          | Ford Cosworth DFR 3.5 V8 | G      |
| Larrousse F1                      | 30  | Aguri Suzuki       | Lola LC91          | Ford Cosworth DFR 3.5 V8 | G      |
| Coloni Racing                     | 31  | Pedro Chaves       | Coloni C4          | Ford Cosworth DFR 3.5 V8 | G      |
| Team 7Up Jordan                   | 32  | Bertrand Gachot    | Jordan 191         | Ford Cosworth HB4 3.5 V8 | G      |
| Team 7Up Jordan                   | 33  | Andrea de Cesaris  | Jordan 191         | Ford Cosworth HB4 3.5 V8 | G      |
| Modena Team                       | 34  | Nicola Larini      | Lambo 291          | Lamborghini 3512 3.5 V12 | G      |
| Modena Team                       | 35  | Eric van de Poele  | Lambo 291          | Lamborghini 3512 3.5 V12 | G      |

## Klassifikationen

### Qualifying
| Pos. | Fahrer             | Konstrukteur       | Vorqualifikation | Vorqualifikation  | 1. Qualifikationstraining | 1. Qualifikationstraining | 2. Qualifikationstraining | 2. Qualifikationstraining | Start |
| Pos. | Fahrer             | Konstrukteur       | Zeit             | Ø-Geschwindigkeit | Zeit                      | Ø-Geschwindigkeit         | Zeit                      | Ø-Geschwindigkeit         | Start |
| ---- | ------------------ | ------------------ | ---------------- | ----------------- | ------------------------- | ------------------------- | ------------------------- | ------------------------- | ----- |
| 01   | Ayrton Senna       | McLaren-Honda      | –                | –                 | 1:18,711                  | 197,812 km/h              | 1:16,392                  | 203,817 km/h              | 01    |
| 02   | Riccardo Patrese   | Williams-Renault   | –                | –                 | 1:22,069                  | 189,718 km/h              | 1:16,775                  | 202,800 km/h              | 02    |
| 03   | Nigel Mansell      | Williams-Renault   | –                | –                 | 1:20,056                  | 194,489 km/h              | 1:16,843                  | 202,621 km/h              | 03    |
| 04   | Gerhard Berger     | McLaren-Honda      | –                | –                 | 1:19,557                  | 195,709 km/h              | 1:17,471                  | 200,978 km/h              | 04    |
| 05   | Jean Alesi         | Ferrari            | –                | –                 | 1:19,350                  | 196,219 km/h              | 1:17,601                  | 200,642 km/h              | 05    |
| 06   | Alain Prost        | Ferrari            | –                | –                 | 1:20,079                  | 194,433 km/h              | 1:17,739                  | 200,286 km/h              | 06    |
| 07   | Nelson Piquet      | Benetton-Ford      | –                | –                 | 1:20,105                  | 194,370 km/h              | 1:18,577                  | 198,150 km/h              | 07    |
| 08   | Maurício Gugelmin  | Leyton House-Ilmor | –                | –                 | 1:22,196                  | 189,425 km/h              | 1:18,664                  | 197,930 km/h              | 08    |
| 09   | Stefano Modena     | Tyrrell-Honda      | –                | –                 | 1:21,709                  | 190,554 km/h              | 1:18,847                  | 197,471 km/h              | 09    |
| 10   | Bertrand Gachot    | Jordan-Ford        | 1:20,184         | 194,178 km/h      | 1:21,493                  | 191,059 km/h              | 1:18,882                  | 197,383 km/h              | 10    |
| 11   | Éric Bernard       | Lola-Ford          | –                | –                 | 1:22,127                  | 189,584 km/h              | 1:19,291                  | 196,365 km/h              | 11    |
| 12   | Emanuele Pirro     | Dallara-Judd       | 1:20,567         | 193,255 km/h      | 1:21,286                  | 191,546 km/h              | 1:19,305                  | 196,331 km/h              | 12    |
| 13   | Andrea de Cesaris  | Jordan-Ford        | 1:20,150         | 194,261 km/h      | 1:21,710                  | 190,552 km/h              | 1:19,339                  | 196,246 km/h              | 13    |
| 14   | Roberto Moreno     | Benetton-Ford      | –                | –                 | 1:21,266                  | 191,593 km/h              | 1:19,360                  | 196,195 km/h              | 14    |
| 15   | Ivan Capelli       | Leyton House-Ilmor | –                | –                 | 1:21,171                  | 191,817 km/h              | 1:19,517                  | 195,807 km/h              | 15    |
| 16   | Satoru Nakajima    | Tyrrell-Honda      | –                | –                 | 1:21,825                  | 190,284 km/h              | 1:19,546                  | 195,736 km/h              | 16    |
| 17   | Aguri Suzuki       | Lola-Ford          | –                | –                 | 1:22,281                  | 189,230 km/h              | 1:19,832                  | 195,035 km/h              | 17    |
| 18   | Thierry Boutsen    | Ligier-Lamborghini | –                | –                 | 1:23,197                  | 187,146 km/h              | 1:19,868                  | 194,947 km/h              | 18    |
| 19   | JJ Lehto           | Dallara-Judd       | 1:19,540         | 195,751 km/h      | 1:22,243                  | 189,317 km/h              | 1:19,954                  | 194,737 km/h              | 19    |
| 20   | Pierluigi Martini  | Minardi-Ferrari    | –                | –                 | 1:22,852                  | 187,925 km/h              | 1:20,175                  | 194,200 km/h              | 20    |
| 21   | Gianni Morbidelli  | Minardi-Ferrari    | –                | –                 | 1:26,147                  | 180,738 km/h              | 1:20,502                  | 193,411 km/h              | 21    |
| 22   | Mika Häkkinen      | Lotus-Judd         | –                | –                 | 1:25,587                  | 181,920 km/h              | 1:20,611                  | 193,150 km/h              | 22    |
| 23   | Érik Comas         | Ligier-Lamborghini | –                | –                 | 1:22,682                  | 188,312 km/h              | 1:21,168                  | 191,824 km/h              | 23    |
| 24   | Gabriele Tarquini  | AGS-Ford           | –                | –                 | 1:23,618                  | 186,204 km/h              | 1:21,219                  | 191,704 km/h              | 24    |
| 25   | Mark Blundell      | Brabham-Yamaha     | –                | –                 | 1:23,547                  | 186,362 km/h              | 1:21,230                  | 191,678 km/h              | 25    |
| 26   | Martin Brundle     | Brabham-Yamaha     | –                | –                 | 1:23,271                  | 186,980 km/h              | 1:21,280                  | 191,560 km/h              | 26    |
| DNQ  | Alex Caffi         | Footwork-Ford      | –                | –                 | 1:25,555                  | 181,988 km/h              | 1:22,190                  | 189,439 km/h              | –     |
| DNQ  | Stefan Johansson   | AGS-Ford           | –                | –                 | 1:24,698                  | 183,830 km/h              | 1:22,432                  | 188,883 km/h              | –     |
| DNQ  | Michele Alboreto   | Footwork-Ford      | –                | –                 | 1:25,795                  | 181,479 km/h              | 1:22,739                  | 188,182 km/h              | –     |
| DNQ  | Julian Bailey      | Lotus-Judd         | –                | –                 | 1:24,947                  | 183,291 km/h              | 1:23,590                  | 186,266 km/h              | –     |
| DNPQ | Eric van de Poele  | Lambo-Lamborghini  | 1:21,919         | 190,066 km/h      | –                         | –                         | –                         | –                         | –     |
| DNPQ | Nicola Larini      | Lambo-Lamborghini  | 1:22,944         | 187,717 km/h      | –                         | –                         | –                         | –                         | –     |
| DNPQ | Pedro Chaves       | Coloni-Ford        | 1:23,231         | 187,070 km/h      | –                         | –                         | –                         | –                         | –     |
| DNPQ | Olivier Grouillard | Fondmetal-Ford     | 1:23,951         | 185,465 km/h      | –                         | –                         | –                         | –                         | –     |

### Rennen
| Pos. | Fahrer            | Konstrukteur       | Runden | Stopps | Zeit        | Start | Schnellste Runde |
| ---- | ----------------- | ------------------ | ------ | ------ | ----------- | ----- | ---------------- |
| 01   | Ayrton Senna      | McLaren-Honda      | 71     | 0      | 1:38:28,128 | 01    | 1:20,841         |
| 02   | Riccardo Patrese  | Williams-Renault   | 71     | 0      | + 2,991     | 02    | 1:21,330         |
| 03   | Gerhard Berger    | McLaren-Honda      | 71     | 0      | + 5,416     | 04    | 1:21,125         |
| 04   | Alain Prost       | Ferrari            | 71     | 2      | + 19,369    | 06    | 1:20,635         |
| 05   | Nelson Piquet     | Benetton-Ford      | 71     | 1      | + 21,960    | 07    | 1:21,280         |
| 06   | Jean Alesi        | Ferrari            | 71     | 2      | + 23,641    | 05    | 1:20,991         |
| 07   | Roberto Moreno    | Benetton-Ford      | 70     | 0      | + 1 Runde   | 14    | 1:22,473         |
| 08   | Gianni Morbidelli | Minardi-Ferrari    | 69     | 0      | DNF         | 21    | 1:23,161         |
| 09   | Mika Häkkinen     | Lotus-Judd         | 68     | 0      | + 3 Runden  | 22    | 1:22,613         |
| 10   | Thierry Boutsen   | Ligier-Lamborghini | 68     | 0      | + 3 Runden  | 18    | 1:23,873         |
| 11   | Emanuele Pirro    | Dallara-Judd       | 68     | 0      | + 3 Runden  | 12    | 1:23,808         |
| 12   | Martin Brundle    | Brabham-Yamaha     | 67     | 0      | + 4 Runden  | 26    | 1:25,319         |
| 13   | Bertrand Gachot   | Jordan-Ford        | 63     | 0      | DNF         | 10    | 1:23,051         |
| –    | Nigel Mansell     | Williams-Renault   | 59     | 2      | DNF         | 03    | 1:20,436         |
| –    | Érik Comas        | Ligier-Lamborghini | 50     | 0      | DNF         | 23    | 1:23,587         |
| –    | Pierluigi Martini | Minardi-Ferrari    | 47     | 0      | DNF         | 20    | 1:22,887         |
| –    | Mark Blundell     | Brabham-Yamaha     | 34     | 0      | DNF         | 25    | 1:26,244         |
| –    | Éric Bernard      | Lola-Ford          | 33     | 0      | DNF         | 11    | 1:23,270         |
| –    | JJ Lehto          | Dallara-Judd       | 22     | 0      | DNF         | 19    | 1:24,420         |
| –    | Andrea de Cesaris | Jordan-Ford        | 20     | 0      | DNF         | 13    | 1:23,144         |
| –    | Stefano Modena    | Tyrrell-Honda      | 19     | 0      | DNF         | 09    | 1:23,424         |
| –    | Ivan Capelli      | Leyton House-Ilmor | 16     | 0      | DNF         | 15    | 1:23,580         |
| –    | Satoru Nakajima   | Tyrrell-Honda      | 12     | 0      | DNF         | 16    | 1:25,053         |
| –    | Maurício Gugelmin | Leyton House-Ilmor | 9      | 0      | DNF         | 08    | 1:23,669         |
| –    | Gabriele Tarquini | AGS-Ford           | 0      | 0      | DNF         | 24    | –                |
| –    | Aguri Suzuki      | Lola-Ford          | 0      | 0      | DNF         | 17    | –                |

## WM-Stände nach dem Rennen
Die ersten sechs des Rennens bekamen 10, 6, 4, 3, 2 bzw. 1 Punkt(e).

### Fahrerwertung
| Pos. | Fahrer            | Konstrukteur      | Punkte |
| ---- | ----------------- | ----------------- | ------ |
| 01   | Ayrton Senna      | McLaren-Honda     | 20     |
| 02   | Alain Prost       | Ferrari           | 9      |
| 03   | Riccardo Patrese  | Williams-Renault  | 6      |
| 04   | Nelson Piquet     | Benetton-Ford     | 6      |
| 05   | Gerhard Berger    | McLaren-Honda     | 4      |
| 06   | Stefano Modena    | Tyrrell-Honda     | 3      |
| 07   | Satoru Nakajima   | Tyrrell-Honda     | 2      |
| 08   | Jean Alesi        | Ferrari           | 1      |
| 09   | Aguri Suzuki      | Lola-Ford         | 1      |
| 10   | Roberto Moreno    | Benetton-Ford     | 0      |
| 11   | Nicola Larini     | Lambo-Lamborghini | 0      |
| 12   | Gabriele Tarquini | AGS-Ford          | 0      |
| 13   | Gianni Morbidelli | Minardi-Ferrari   | 0      |
| 14   | Mika Häkkinen     | Lotus-Judd        | 0      |

| Pos. | Fahrer            | Konstrukteur       | Punkte |
| ---- | ----------------- | ------------------ | ------ |
| 15   | Pierluigi Martini | Minardi-Ferrari    | 0      |
| 16   | Bertrand Gachot   | Jordan-Ford        | 0      |
| 17   | Thierry Boutsen   | Ligier-Lamborghini | 0      |
| 18   | Martin Brundle    | Brabham-Yamaha     | 0      |
| 19   | Emanuele Pirro    | Dallara-Judd       | 0      |
| –    | Michele Alboreto  | Footwork-Ford      | 0      |
| –    | Ivan Capelli      | Leyton House-Ilmor | 0      |
| –    | Nigel Mansell     | Williams-Renault   | 0      |
| –    | Maurício Gugelmin | Leyton House-Ilmor | 0      |
| –    | Mark Blundell     | Brabham-Yamaha     | 0      |
| –    | JJ Lehto          | Dallara-Judd       | 0      |
| –    | Éric Bernard      | Lola-Ford          | 0      |
| –    | Érik Comas        | Ligier-Lamborghini | 0      |
| –    | Andrea de Cesaris | Jordan-Ford        | 0      |

### Konstrukteurswertung
| Pos. | Konstrukteur      | Punkte |
| ---- | ----------------- | ------ |
| 01   | McLaren-Honda     | 24     |
| 02   | Ferrari           | 10     |
| 03   | Williams-Renault  | 6      |
| 04   | Benetton-Ford     | 6      |
| 05   | Tyrrell-Honda     | 5      |
| 06   | Lola-Ford         | 1      |
| 07   | Lambo-Lamborghini | 0      |
| 08   | AGS-Ford          | 0      |

| Pos. | Konstrukteur       | Punkte |
| ---- | ------------------ | ------ |
| 09   | Minardi-Ferrari    | 0      |
| 10   | Lotus-Judd         | 0      |
| 11   | Jordan-Ford        | 0      |
| 12   | Ligier-Lamborghini | 0      |
| 13   | Brabham-Yamaha     | 0      |
| 14   | Dallara-Judd       | 0      |
| –    | Footwork-Ford      | 0      |
| –    | Leyton House-Ilmor | 0      |